# Werner Stief
Werner Stief (* 1905; † 1982) war ein deutscher Volkskundler. 1945 bis 1948 war er Leiter des Staatlichen Museums für deutsche Volkskunde in Berlin. Darüber hinaus war er Mitarbeiter am Berliner Museum für Völkerkunde.

## Leben

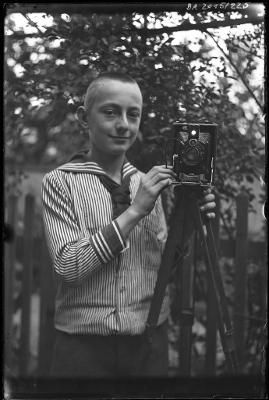
Werner Stief im Alter von circa 12 oder 13 Jahren, im Garten mit einer Kamera auf einem Stativ

In seiner Jugend war Werner Stief in der Wandervogel-Bewegung aktiv. 1938 veröffentlichte er seine Monografie Heidnische Sinnbilder an christlichen Kirchen und auf Werken der Volkskunst. Der "Lebensbaum" und sein Gestaltwandel im Jahreslauf, in der er gegen die christliche Ikonografie Stellung bezog. Die Tier- und Pflanzenornamente an frühchristlichen Bauwerken analysierte er als Sinnbilder, die auf indogermanische Zeiten zurückführte, da sich in den Ornamenten im Gegensatz zu figürlichen Darstellungen das Nordisch-Heidnische häufig geäußert hätte. Die Publikation in der Schriftenreihe der Forschungsgemeinschaft Deutsches Ahnenerbe stand damit im Kontext der völkischen Wissenschaft.
Im Juli 1938 erhielt Stief einen Werkvertrag am Staatlichen Museum für deutsche Volkskunde im Prinzessinnenpalais in Berlin, ab April 1940 war er dort als wissenschaftlicher Hilfsarbeiter beschäftigt. Das Museum brannte am Ende des Zweiten Weltkriegs aus. Als dem einzigen verbliebenen wissenschaftlichen Mitarbeiter wurde ihm im Mai 1945 die Leitung des Museums übertragen. Unter seiner Führung fanden erste Aufräumarbeiten im Magazingebäude im ehemaligen Logenhaus in der Splittgerbergasse und Rückführungen von ausgelagertem Museumsgut aus dem Stadtgebiet statt. Stief navigierte in der Folge seine Karriere unter den Bedingungen der Viersektorenstadt Berlin: Auf der einen Seite beteiligte sich das Staatliche Museum für deutsche Volkskunde unter seiner Leitung im Dezember 1946 an der von Ludwig Justi, dem Generaldirektor der (ehemaligen) staatlichen Museen im Schlossmuseum im sowjetischen Sektor ausgerichteten Ausstellung Wiedersehen mit Museumsgut mit einer kleinen Kollektion. Auf der anderen Seite nahm Stief als Leiter des Volkskundemuseums nach einer Verfügung des Magistrats von Groß-Berlin bezüglich der Einsparung bei Verwaltungskräften in den Museen eine Teilbeschäftigung am Museum für Völkerkunde an, das in Berlin-Dahlem im amerikanischen Sektor lag. In der Folge verbrachte Stief trotz des Verbots der Verbringung von Kulturgütern aus dem sowjetischen Sektor Arbeitsmaterialien und Bibliotheksbestände des Museums für deutsche Volkskunde in das Völkerkundemuseum. Das Angebot in der ersten Jahreshälfte 1948, Schloss Köpenick im sowjetischen Sektor in Zukunft als Museumsgebäude zu nutzen, lehnte Stief ab. In der Folge kam es zur Anweisung, die Museumsbestände im Keller des Schlossmuseums einzulagern, was erst unter Einsatz von Generaldirektor Justi im Herbst 1948 wieder rückgängig gemacht wurde. Vor dem Hintergrund der Teilung Berlins gab Stief wie auch die letzte weitere verbliebene wissenschaftliche Fachkraft seine Anstellung am Museum für deutsche Volkskunde am 14. August 1948 auf. Dessen Leitung übernahm provisorisch der Direktor des Kunstgewerbemuseums, Martin Klar, als das Museum seinen Betrieb im ehemaligen Logengebäude aufnehmen konnte.
In der Folge setzte Stief seine Tätigkeit am Völkerkundemuseum in Dahlem fort.
Werner Stief war mit Elisabeth Stief verheiratet. Am 3. Mai 1941 wurde sein Sohn Wiegand Stief geboren.

## Publikationen
- Heidnische Sinnbilder an christlichen Kirchen und auf Werken der Volkskunst. Der "Lebensbaum" und sein Gestaltwandel im Jahreslauf, Hase & Koehler, Leipzig 1938.
- Ein figürlicher Bienenstock?, in: Baessler-Archiv, Band 28 (1955), S. 233–238.
- Olla und cántaro. Sonderausstellung, Museum für Völkerkunde, Berlin 1965.